# La banda de los guiris
La banda de los guiris  es una historieta de Mortadelo y Filemón de 1998 creada por el historietista español Francisco Ibáñez.

## Trayectoria editorial
La historieta apareció directamente en álbum en el n.º 138 de la colección Olé en 1998.

## Sinopsis
Mortadelo y Filemón deben capturar uno a uno a los miembros de una banda de delincuentes de todo el mundo: un indio, un japonés karateca, un fakir capaz de encantar serpientes, un chino experto en la colocación de trampas y el jefe de la banda, el pirata Drake.

## Comentarios
Esta historieta es una revisitación de una anterior de la pareja de agentes, Contra el "gang" del chicharrón.